# Karl Zinn
Karl Zinn (* 22. Juli 1906 in Frankfurt am Main; † 24. August 1943 in Berlin) war ein deutscher Widerstandskämpfer. Er gehörte zu den Gründungsmitgliedern und herausragenden Akteuren des Roten Stoßtrupps.

## Leben
Karl Zinn besuchte das Realgymnasium in Kassel bis zur Primarreife  und wurde anschließend Bankkaufmann. An einer Abendschule machte er gleichzeitig sein Abitur nach. Im November 1927 trat er der SPD. Außerdem war er in den Wandervögeln aktiv. Im Mai 1931 trat er der Sozialistischen Studentenschaft bei und nahm in Berlin ein Studium der Volkswirtschaftslehre auf. In der Sozialistischen Studentenschaft war er Kassierer und Vorstandsmitglied. Nebenbei arbeitete er bei der Commerzbank, bis zu seiner Entlassung 1933 aus politischen Gründen. Er machte sich als Hypothekenmakler selbstständig.
Er war Mitbegründer und gehörte zum Führungsstab des Roten Stoßtrupps. Dort war er in allen Bereichen aktiv. Er hatte umfassendes Wissen und archivierte alles, von Artikelentwürfen bis hin zu verschlüsselten Mitgliederlisten sowie die Korrespondenz mit anderen Widerstandsgruppen. Dies endete für den Roten Stoßtrupp fatal, da Ende 1933 der Gestapo bei einer Wohnungsdurchsuchung so das gesamte Material in die Hände fiel, zusätzlich noch eine Schreibmaschine und eine Handdruckmaschine sowie das Motorboot, das Zinn genutzt hatte, um Material zu transportieren. Am 28. November 1933 wurde Zinn festgenommen und von der Gestapo gefoltert. Dabei versuchte er die gesamte Schuld auf sich zu nehmen. Am 15. Mai 1934 wurde die Anklage wegen Hochverrats gegen ihn eröffnet. Er wurde zu sieben Jahren Zuchthaus verurteilt. Seine Strafe musste er bis 1939 in Luckau, später in Brandenburg-Görden verbüßen. In begrenztem Umfang leistete er aus der Gefangenenbücherei heraus weiterhin Widerstand zusammen mit Rudolf Küstermeier.
Mehrere Gnadengesuche von seiner Verlobten Martha Wolfram scheiterten zunächst. Allerdings erkrankte Zinn in der Haft schwer und kam dann doch durch den Erlass des Führers am 4. Februar 1939 frei. Am 22. April 1939 heiratete er. Als Prokurist arbeitete er anschließend im Tiefbau. Seine Widerstandstätigkeit setzte er in begrenztem Maße fort. So unterhielt er Kontakte zu Julius Leber.
Am 24. August 1943 kam er bei Aufräumarbeiten nach einem Bombenangriff der Alliierten in Berlin-Steglitz ums Leben, als eine mit einem Zeitzünder versehene Bombe explodierte.
Sein Bruder war Georg-August Zinn, ebenfalls im Widerstand tätig und späterer Ministerpräsident von Hessen.